# Prix littéraires 1978
Liste des prix littéraires décernés au cours de l'année 1978 :

## Prix internationaux
- Prix Nobel : Isaac Bashevis Singer (États-Unis) écrivain de langue yiddish[1]
- Grand prix de littérature du Conseil nordique : Kjartan Fløgstad (Norvège) pour Le Chemin de l'Eldorado[2]
- Grand prix littéraire d'Afrique noire : Idé Oumarou (Niger) pour Gros Plan[3]
- Prix des Mascareignes : Leu Mancienne (d)  (Seychelles) pour Fler fletri
- Neustadt International Prize for Literature : Czesław Miłosz (Pologne)[4]

## Allemagne
- Prix Georg-Büchner :  Hermann Lenz[5]

## Belgique
- Prix Victor-Rossel : Gaston Compère pour Portrait d'un roi dépossédé[6]

## Canada
- Grand prix du livre de Montréal : Denis Monière pour Le Développement des idéologies au Québec : des origines à nos jours
- Prix Athanase-David : Anne Hébert
- Prix du Gouverneur général :
  - Catégorie « Romans et nouvelles de langue anglaise » : Alice Munro pour Who Do You Think You Are? (Pour qui te prends-tu ?)
  - Catégorie « Romans et nouvelles de langue française » : Jacques Poulin pour Les Grandes Marées
  - Catégorie « Poésie ou théâtre de langue anglaise » : Patrick Lane pour Poems New and Selected
  - Catégorie « Poésie ou théâtre de langue française » : Gilbert Langevin pour Mon refuge est un volcan
  - Catégorie « Études et essais de langue anglaise » : Roger Caron pour Go-Boy! Memories of a Life Behind Bars (Go Boy ou Roger Caron Matricule 9033)
  - Catégorie « Études et essais de langue française » : François-Marc Gagnon pour Paul-Emile Borduas : Biographie critique et analyse de l'œuvre
- Prix Jean-Hamelin : Victor Barbeau pour La Tentation du passé : ressouvenirs

## Chili
- Prix national de Littérature : Rodolfo Oroz (es) (1895-1997)

## Corée du Sud
- Prix de l'Association des poètes coréens : Kim Jong-sam
- Prix de littérature contemporaine (Hyundae Munhak) :
  - Catégorie « Poésie » : Ham Hye-ryeon pour 강물이 되어 바다가 되어
  - Catégorie « Roman » : Lee Segi pour 離別의 方式
  - Catégorie « Drame » : Yoon Job-yeong pour 참새와 機關車
  - Catégorie « Critique » : Kim Yongjik pour 대중사회와 시의 길
- Prix Woltan : Kim Yeo-jeong pour 겨울새
- Prix Yi Sang : Yi Chong-jun pour Ville cruelle

## Danemark
- Prix Hans Christian Andersen : Paula Fox (USA)

## Espagne
- Prix Cervantes : Dámaso Alonso
- Prix Nadal : Germán Sánchez Espeso, pour Narciso
- Prix Planeta : Juan Marsé, pour La muchacha de las bragas de oro
- Prix national de Narration : Carmen Martín Gaite, pour El cuarto de atrás (es)
- Prix national de Poésie : Félix Grande, pour Las rubáiyatas de Horacio Martín
- Prix national d'Essai : Carlos Bousoño, pour El irracionalismo poético (El símbolo)
- Prix national de Littérature infantile et juvénile : Montserrat del Amo (es), pour El nudo
- Prix Adonáis de Poésie : Arcadio López-Casanova (es), pour La oscura potestad
- Prix Anagrama : Jordi Llovet (es), pour Por una estética egoísta. Esquizosemia
- Prix d'honneur des lettres catalanes : Vicent Andrés Estellés (écrivain)
- Journée des lettres galiciennes : Antonio López Ferreiro
- Prix de la critique Serra d'Or : 
  - Joan Ferraté i Soler (ca), pour Lectura de La Terra Gastada de T.S. Eliot, essai.
  - Antoni Tàpies, pour Memòria personal, biographie/mémoire.
  - Joan Puig i Ferreter (ca), pour L'Ascensió. El pelegrí apassionat. Volum XII, roman.
  - Joan Brossa, pour Poemes de seny i cabell, recueil de poésie.
  - Montserrat Roig, pour Els catalans als camps nazis, reportage historique.
  - Carles Riba, pour la traduction de l'œuvre dramatique Tragèdies de Sophocle et Euripide.

## États-Unis
- National Book Award : 
  - Catégorie « Fiction » : Mary Lee Settle pour Blood Tie
  - Catégorie « Essais - Biographie et Autobiographie » : Walter Jackson Bate pour Samuel Johnson
  - Catégorie « Essais - Histoire » : David McCullough pour The Path Between the Seas
  - Catégorie « Essais - Pensée actuelle » : Gloria Emerson pour Winners and Losers
  - Catégorie « Poésie » : Howard Nemerov pour Collected Poems
- Prix Hugo :
  - Prix Hugo du meilleur roman : La Grande Porte (Gateway) par Frederik Pohl
  - Prix Hugo du meilleur roman court : La Danse des étoiles (Stardance) par Spider Robinson et Jeanne Robinson
  - Prix Hugo de la meilleure nouvelle longue : Les Yeux d'ambre (Eyes of Amber) par Joan D. Vinge
  - Prix Hugo de la meilleure nouvelle courte : Jeffty, cinq ans (Jeffty Is Five) par Harlan Ellison
- Prix Locus :
  - Prix Locus du meilleur roman de science-fiction : La Grande Porte (Gateway) par Frederik Pohl
  - Prix Locus du meilleur roman de fantasy : Le Silmarillion (The Silmarillion) par J. R. R. Tolkien
  - Prix Locus du meilleur roman court : La Danse des étoiles (Stardance) par Spider Robinson et Jeanne Robinson
  - Prix Locus de la meilleure nouvelle : Jeffty, cinq ans (Jeffty Is Five) par Harlan Ellison
- Prix Nebula :
  - Prix Nebula du meilleur roman : Le Serpent du rêve (Dreamsnake) par Vonda McIntyre
  - Prix Nebula du meilleur roman court : Les Yeux de la nuit (The Persistence of Vision) par John Varley
  - Prix Nebula de la meilleure nouvelle longue : A Glow of Candles, a Unicorn's Eye par Charles L. Grant
  - Prix Nebula de la meilleure nouvelle courte : Chant de pierre (Stone) par Edward Bryant
- Prix Pulitzer :
  - Catégorie « Fiction » : James Alan McPherson pour Elbow Room (Le Décalage)
  - Catégorie « Biographie et Autobiographie » : Walter Jackson Bate pour Samuel Johnson
  - Catégorie « Essai » : Carl Sagan pour The Dragons of Eden (Les Dragons de l'Éden)
  - Catégorie « Histoire » : Alfred D. Chandler, Jr. pour The Visible Hand: The Managerial Revolution in American Business (La Main visible des managers)
  - Catégorie « Poésie » : Howard Nemerov pour Collected Poems
  - Catégorie « Théâtre » : Donald L. Coburn pour The Gin Game

## Finlande
- Prix Aleksis-Kivi : Antti Hyry
- Prix Kalevi-Jäntti : Hannu Aho pour Saara, Matti Pulkkinen pour Ja pesäpuu itki
- Prix Eino-Leino : Jukka Vieno
- Prix national de littérature : Eeva-Liisa Manner pour Kuolleet vedet, Erno Paasilinna pour Kadonnut armeija, Pentti Saaritsa pour Yhdeksäs aalto, Antti Tuuri pour Joki virtaa läpi kaupungin
- Prix littéraire de la ville de Tampere : Hannu Salama pour Kolme sukupolvea, Tuula Kallioniemi pour Karkulaiset ja Toivoton tapaus
- Prix Tollander : Valdemar Nyman
- Prix Rudolf-Koivu : Tove Jansson pour  Den farliga resan
- Prix Topelius : Tove Jansson pour Den farliga resan
- Prix Mikael-Agricola : Ulla-Liisa Heino
- Médaille Anni-Swan : non décerné
- Prix d'écriture Juhana-Heikki-Erkko : Leni Matsson
- Prix Juhana-Heikki-Erkko : Olli Jalonen pour Unien tausta
- Médaille Kiitos kirjasta : Matti Pulkkinen pour Ja pesäpuu itki
- Prix Arvid-Lydecken : Hannu Mäkelä pour Hevonen, joka hukkasi silmälasinsa
- Prix Kaarle : Matti Pulkkinen
- Prix Pehr-Evind-Svinhufvud : Aili Palmén pour Ystäväni, miehet, naiset : muistelmia
- Prix du grand club du livre finlandais : non décerné
- Prix Pirkanmaan-Plättä : Merja Jalo pour Yllätysori

## France
- Prix Goncourt : Patrick Modiano pour Rue des boutiques obscures[7]
- Prix Médicis : Georges Perec pour La Vie mode d'emploi
  - Prix Médicis étranger : Alexandre Zinoviev pour L'Avenir radieux
- Prix Femina : François Sonkin pour Un amour de père
- Prix Renaudot : Conrad Detrez pour L'Herbe à brûler
- Prix Interallié : Jean-Didier Wolfromm pour Diane Lanster
- Prix de l'Académie française :
  - Grand prix de littérature de l'Académie française : Paul Guth
  - Grand prix du roman de l'Académie française : Pascal Jardin pour Le Nain jaune
  - Prix Ève-Delacroix : Jean Lods pour La part de l’eau
- Prix des Deux Magots : Sébastien Japrisot pour L'Été meurtrier
- Prix du Livre Inter : Daniel Boulanger pour L'Enfant de Bohème
- Prix des libraires : Jean Noli pour La Grâce de Dieu
- Prix du Quai des Orfèvres : Pierre Magnan pour Le Sang des Atrides
- Prix Roger-Nimier : Erik Orsenna pour La Vie comme à Lausanne
- Prix mondial Cino-Del-Duca : Léopold Sédar Senghor pour l'ensemble de son œuvre

## Italie
- Prix Strega : Ferdinando Camon, Un altare per la madre (Garzanti)
- Prix Bagutta : Carlo Cassola, L'uomo e il cane, (Rizzoli)
- Prix Campiello : Gianni Granzotto, Carlo Magno
- Prix Napoli : Mario Soldati La sposa americana, (Mondadori)
- Prix Stresa : Marise Ferro, La sconosciuta, (Rizzoli)
- Prix Viareggio :
  - Antonio Altomonte (it), Dopo il presidente
  - Mario Luzi,Al fuoco della controversia

## Monaco
- Prix Prince-Pierre-de-Monaco : Pierre Gascar

## Royaume-Uni
- Prix Booker : Iris Murdoch pour The Sea, the Sea (La Mer, la mer)
- Prix James Tait Black :
  - Fiction : Maurice Gee pour Plumb
  - Biographie : Robert Gittings pour The Older Hardy
- Prix WH Smith : Patrick Leigh Fermor pour A Time of Gifts (Le Temps des Offrandes)
- Prix John-Llewellyn-Rhys : The Sweets of Pimlico d’A. N. Wilson (en)
- Médaille Carnegie : David Rees pour The Exeter Blitz
- Prix Rose-Mary-Crawshay : Lyndall Gordon pour Eliot's Early Years
- Prix Somerset-Maugham : Tom Paulin pour A State of Justice

## URSS
- Prix Andreï-Biély : Viktor Krivouline